# Anselmo Soto
José Anselmo Soto (nacido el 21 de abril de 1965, en San José de los Molinos, Ica) es un centrodelantero ofensivo de fútbol, hizo su debut en Primera División con el UTC de Cajamarca.

## Trayectoria
Originario de Ica. Fue un delantero ofensivo muy regular y hábil, con excelente disparo de media distancia, debuta en 1985 con la camiseta del UTC. Pasa al Alianza Lima en 1988, llegando como uno de los refuerzos obligados por la tragedia del club blanquiazul, llegó a jugar junto con Teófilo Cubillas y César Cueto, sus ídolos de la infancia. Después de un periodo intrascendente por México, regresa al país para jugar por el Deportivo Municipal, para el Descentralizado 1991 pasa al recién ascendido Atlético Grau donde es un titular casi indiscutible, lo que le llevó para ser pedido nuevamente por el UTC, equipo donde debutó, su último paso por el club cajamarquino no fue del todo trascendente, pero cumplió las expectativas, para 1994 ficha por el Melgar de Arequipa, convirtiéndose en goleador del equipo rápidamente.

### Clubes
| Club                        | País                | Año         | Partidos | Goles | Media |
| --------------------------- | ------------------- | ----------- | -------- | ----- | ----- |
| UTC                         | Perú                | 1985 - 1988 | 70       | 32    | 0.46  |
| Alianza Lima                | Perú                | 1988 - 1989 | 24       | 6     | 0.17  |
| Tiburones Rojos de Veracruz | México              | 1990        | 5        | 0     | 0     |
| Deportivo Municipal         | Perú                | 1990 - 1991 | 18       | 1     | 0.05  |
| Atlético Grau               | Perú                | 1991        | 25       | 5     | 0.04  |
| UTC                         | Perú                | 1992 - 1993 | 56       | 10    | 0.08  |
| FBC Melgar                  | Perú                | 1994        | 28       | 12    | 0.11  |
| San Agustín                 | Perú                | 1995        | 10       | 2     | 0     |
| Atlético Torino             | Perú                | 1996        | 11       | 3     | 0     |
| Atlético Grau               | Perú                | 1997        | 8        | 1     | 0.27  |
| Total en su carrera         | Total en su carrera | 1985 - 1997 | 255      | 72    | 0.28  |